# Cristianismo não-calcedoniano

Um esquema da taxonomia denominacional cristã

O não-calcedonismo é uma doutrina religiosa das igrejas cristãs que não aceitam a Confissão de Calcedônia, conforme definido no Concílio ecumênico de Calcedônia, em 451. A doutrina contrasta com o Cristianismo calcedoniano, que aceita as doutrinas dos sete primeiros Concílios Ecumênicos. Algumas denominações cristãs não aceitam a Confissão de Calcedônia, por várias razões, mas aceitam as doutrinas do concílio anterior: Concílio de Éfeso em 431. 

## Visão geral
A tradição não-calcedônia mais substancial é conhecida como Ortodoxia Oriental. Dentro dessa tradição existem várias igrejas cristãs antigas, incluindo a Igreja Ortodoxa Copta de Alexandria, a Igreja Ortodoxa Siríaca (às vezes chamada de "jacobita"), a Igreja Apostólica Armênia, a Igreja Ortodoxa Etíope de Tewahedo, a Igreja Ortodoxa Etíope de Tewahedo, Igreja Ortodoxa da Eritreia Tewahedo e a Igreja Síria Ortodoxa de Malankara. 
A cristologia da Igreja do Oriente (ou seja, o cristianismo nestoriano) pode ser chamada de "não-Efesina" por não aceitar o Concílio de Éfeso, mas finalmente se reuniu para ratificar o Concílio de Calcedônia no Sínodo de Mar Aba I em 544.
Dentro dos patriarcados de Alexandria e Antioquia, a rejeição da definição calcedônia tornou-se uma causa de cisma. Enquanto as pessoas comuns do Egito e da Síria se opunham principalmente ao Concílio, a minoria bizantina-grega que formava a classe dominante aceitou o Concílio. Esses dois partidos disputavam a posse das antigas sedes de Alexandria e Antioquia, que formaram, na época, a terceira e quarta mais prestigiadas vistas da cristandade, respectivamente. Por fim, nenhum dos grupos dominou absolutamente nenhuma das igrejas. O resultado final foi a existência de dois patriarcados distintos de Alexandria e Antioquia por quase 1500 anos, continuando no tempo presente. O que é agora conhecida como Igreja Copta Ortodoxa de Alexandria é a facção patriarcal egípcia nativa de Alexandria que rejeitou Calcedônia, enquanto a Igreja Ortodoxa Grega de Alexandria é composta por aqueles que aceitaram Calcedônia. Para os sírios, a Igreja Ortodoxa Siríaca forma a facção patriarcal da população sírio-semita nativa, enquanto a Igreja Ortodoxa Grega de Antioquia é composta por aqueles que aceitaram Calcedônia. 
Na Índia e em menor grau na Pérsia, o cisma que ocorreu foi entre a Igreja Ortodoxa Oriental e a Igreja Assíria do Oriente. Ainda hoje em Kerala, há uma presença contínua tanto da Igreja Assíria do Oriente quanto da Igreja Ortodoxa Siríaca, juntamente com uma Igreja Ortodoxa Oriental Independente chamada Igreja Síria Ortodoxa Malankara. 
No século XVIII em diante, os cristãos não-trinitários e unitários são necessariamente não-calcedonianos, com suas próprias tradições separadas, diferentes teologias não-trinitárias e políticas. Os maiores desses grupos são A Igreja de Jesus Cristo dos Santos dos Últimos Dias (movimento dos Santos dos Últimos Dias), as Testemunhas de Jeová e a Iglesia ni Cristo. 